# ERF (Lkw)

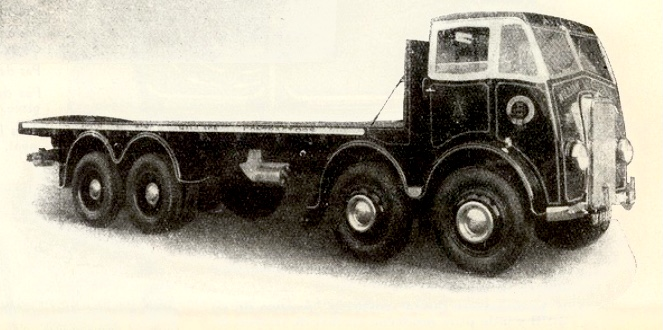
E.R.F Type C.I. von 1938

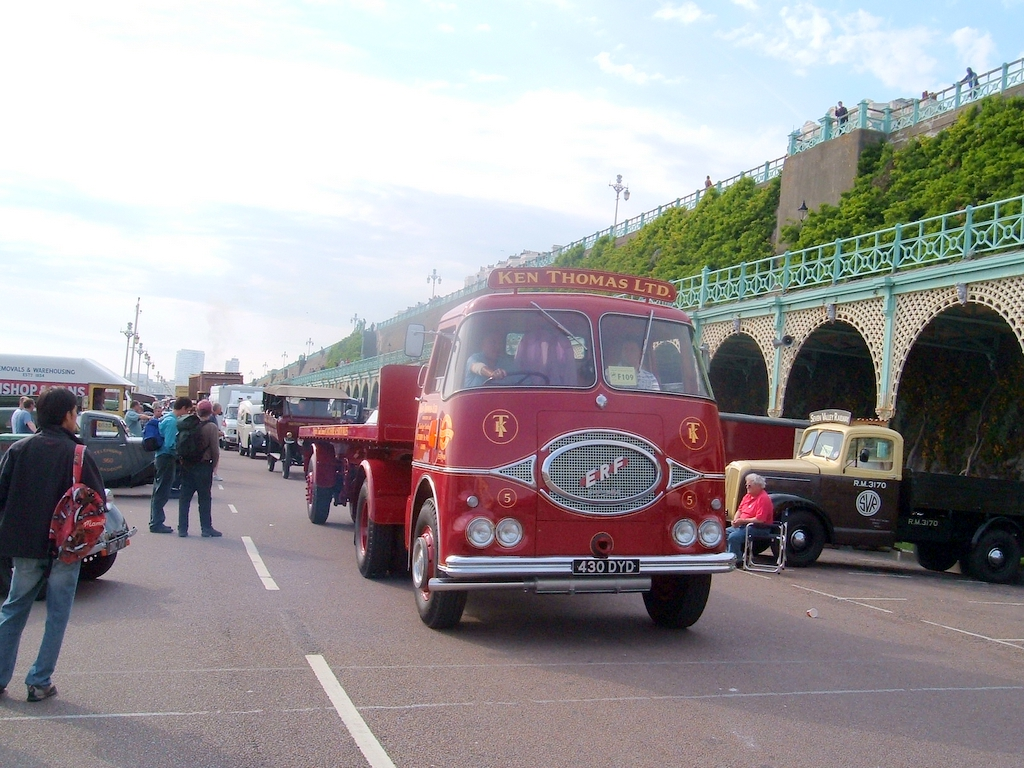
ERF Typ 6.4 G der KV-Reihe von 1959 mit Panoramascheiben

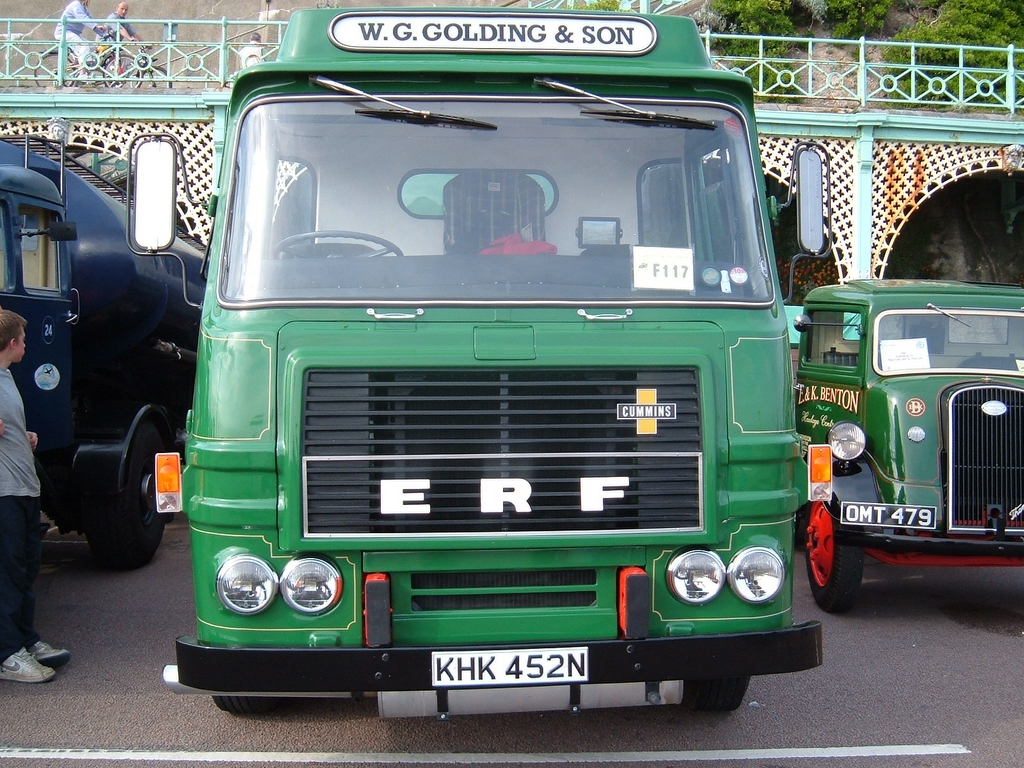
ERF-Lkw der A-Reihe, Anfang der 1970er Jahre

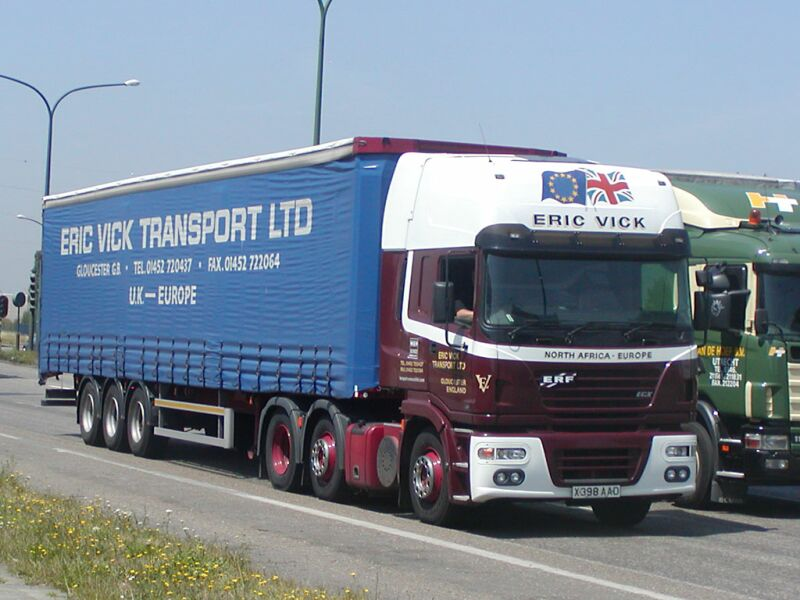
ERF ECX aus dem Jahr 2000 in letzter eigenständiger Form

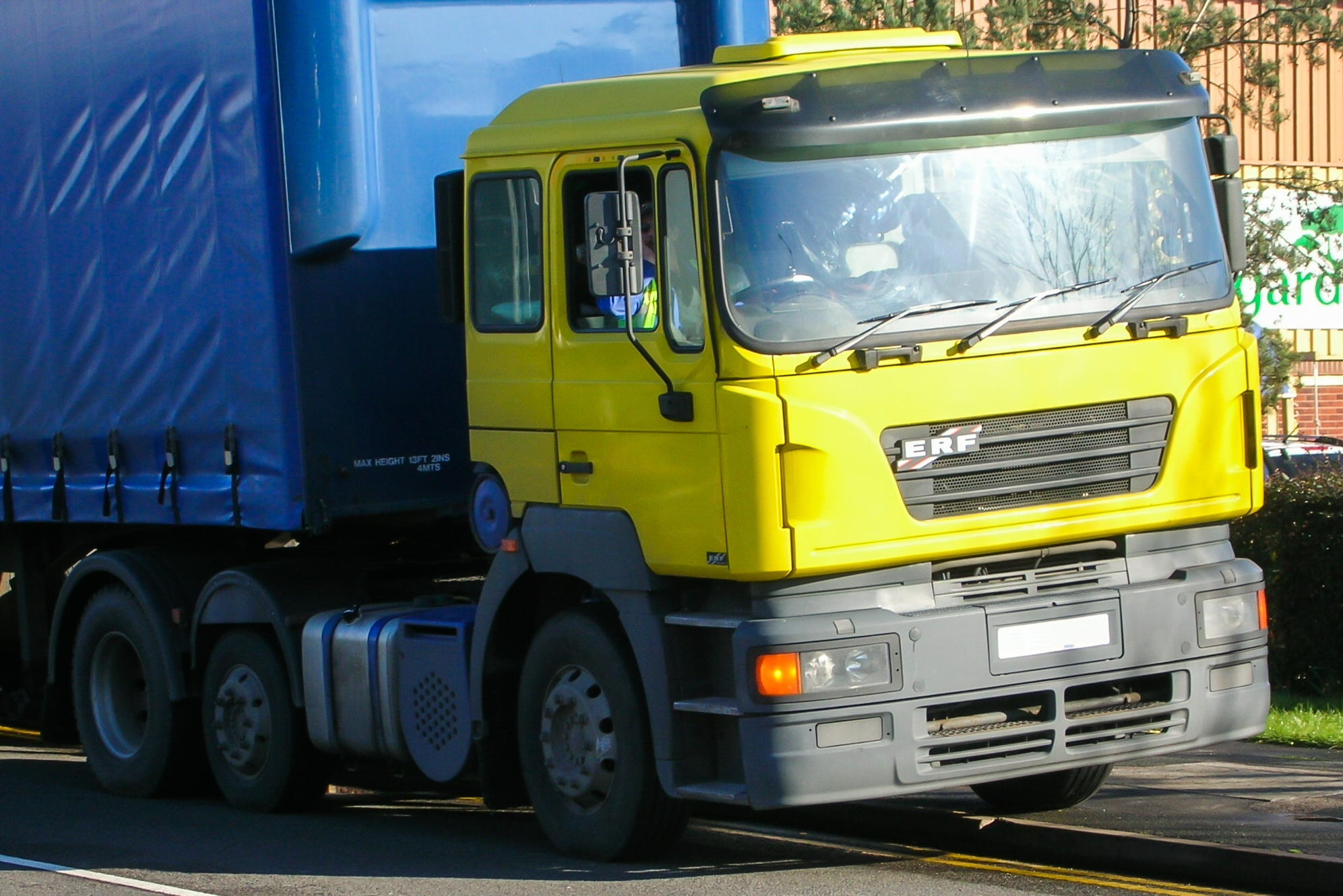
ERF ECX mit Fahrerhaus des MAN F 2000

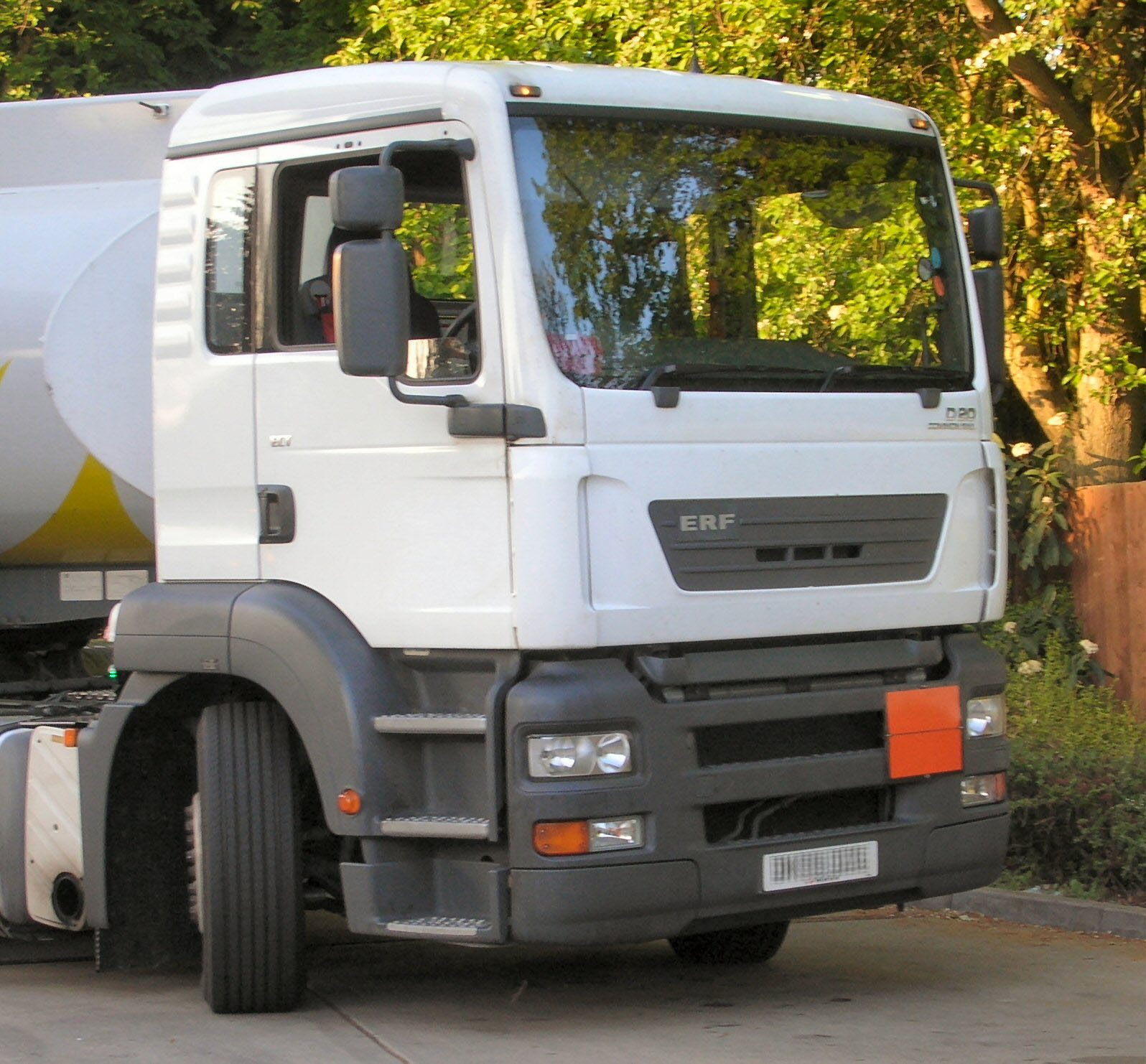
ERF ECT baugleich mit MAN TGA seit 2002

ERF stellte zwischen 1933 und 2002 im Vereinigten Königreich Lastkraftwagen her, die Marke gab es bis 2007.

## Geschichte
Firmengründer war Edwin Richard Foden, der Sohn des britischen Industriellen Edwin Foden, seinerseits Mitbegründer und Mitinhaber des gleichnamigen britischen Lkw-Herstellers Foden. Der Name ERF ist das Akronym des Firmengründers, leitet sich also aus den Anfangsbuchstaben seines Namens ab.
Edwin Richard Foden war von der Zukunft des Dieselmotors im Nutzfahrzeugbau überzeugt, konnte sich Anfang der 1930er Jahre aber nicht gegen seine Geschäftsleitungskollegen bei Foden durchsetzen. Er verließ diese daraufhin und gründete mit der E. R. Foden Ltd, kurz ERF, 1933 in Sandbach, Cheshire in Großbritannien das neue Unternehmen.
Angeboten wurden zunächst Frontlenker-Lastwagen für 6 bis 7 Tonnen Nutzlast mit Dieselmotoren des ebenfalls britischen Herstellers Gardner. Bald kamen auch drei- und vierachsige Lastwagen hinzu, eine Spezialität waren Lkw mit zwei gelenkten Vorderachsen. Obwohl ERF im Zweiten Weltkrieg weiterproduzieren konnte, litt das Unternehmen unter Rohstoffknappheit und musste anstelle der Gardner-Motoren solche von AEC verwenden.
1948 erschien eine ganz neue Lkw-Generation, die V-Serie. 1950 starb der Firmengründer im Alter von 80 Jahren, und sein Sohn Dennis Foden übernahm allein die Geschäftsführung. Die wieder erhältlichen Gardner-Motoren sowie neue rundliche Frontlenker-Fahrerhäuser der KV-Serie ab 1954 mit Panoramascheiben führten zu großen Markterfolgen. Seit Mitte der 1950er Jahre waren die ERF-Lkw zusätzlich auch mit Motoren von Cummins erhältlich, seit Ende der 1950er Jahre auch mit solchen von Rolls-Royce. Neben dem Normalprogramm wurden auch schwerere Exportmodelle gebaut, alternativ zu den eigenen Fahrerhäusern gab es auch solche externer Karosseriebauunternehmen. Insbesondere machte ERF bei der Verbesserung der Lkw-Bremsen in den nächsten Jahren große Fortschritte und bot 1958 erstmals Scheibenbremsen vorne an (eine Technik, die bei Schwer-Lkw erst in den 1990er Jahren auf breiter Front eingeführt wurde), ab 1962 Federspeicherbremsen. Mit der LV-Serie erschien in diesem Jahr wieder eine neue Modellreihe. In den 1960er Jahren verabschiedete sich Foden von der Produktion von Haubenwagen. Im Unternehmen rückte mit Peter Foden die nächste Generation der Gründerfamilie nach. Als weiterer Motorenlieferant für ERF-Fahrzeuge kam Perkins Engines hinzu.
Anfang der 1970er Jahre kam die A-Serie heraus, deren Palette bis zum in Europa maximal erlaubten 38-Tonnen-Zug (38 Tonnen zulässiges Gesamtgewicht) reichte. Sie wurde 1974 zur B-Serie weiterentwickelt, die ein kippbares Fahrerhaus besaß, welches erstmals neben dem damals üblichen Material Stahl auch Komponenten aus Kunststoff besaß. In den 1970er Jahren besonders erfolgreich waren Feuerwehrfahrzeuge von ERF, die auf einem eigens dafür entwickelten Chassis von der inzwischen hinzugekauften Tochterfirma Cheshire Fire Engineering aufgebaut wurden.
Anfang der 1980er Jahre wurde mit der C-Serie wieder eine neue Modellreihe etabliert, wiederum mit Fahrerhäusern in Stahl-Kunststoff-Verbund-Bauweise. Der Markt für Lkw brach damals stark ein, und auch ERF bekam dies zu spüren. Die Feuerwehr-Sparte wurde verkauft.
Ende der 1980er Jahre erschien mit der neuen E-Serie das, wie sich erweisen sollte, letzte eigenständige Modellprogramm, welches sich in Großbritannien sehr gut verkaufte und verlorene Marktanteile zurückeroberte. Sehr erfolgreich waren vor allem die 1993 als Weiterentwicklung erschienenen EC-Modelle, die 2000 nochmals zu den Typen ECS und ECX weitergeführt wurden.
Als letzter größerer bisher noch eigenständiger Lkw-Hersteller Großbritanniens wurde ERF 1996 von der kanadischen Western-Star-Gruppe übernommen, die seinerzeit mit dem niederländischen Hersteller DAF zusammenarbeitete. 1999 zogen die Werksanlagen von Sandbach nach Middlewich um. 2000 verkaufte Western Star ERF an MAN. Die weiterhin als E-Serie bezeichneten Schwerlastwagen erhielten sukzessive Fahrerhäuser und Technik der damals aktuellen MAN-F-2000-Baureihe. Mit deren Auslaufen bei MAN hielten auch bei ERF die neuen schweren Lastwagen der MAN-Baureihe TGA Einzug, sie erhielten nur mehr eine eigenständige Kühlerblende, die die Fahrzeuge für den heimischen Markt noch als Produkte des Traditionsherstellers ERF auswies. Immerhin erfüllten die letzten unter dem Namen ERF verkauften Fahrzeuge so bereits die Abgasnorm Euro 4 wie auch ihre baugleichen „Brüder“ von MAN. Die Produktion wurde in die MAN-Lkw-Werke München und Salzgitter verlagert. Das Werk Middlewich überlebte noch bis 2002, weil dort noch ein Großauftrag mittelschwerer Lkw für das britische Militär gefertigt wurde, danach wurde es geschlossen. Nachdem MAN beschlossen hatte, die Marke ERF auslaufen zu lassen, lief nach 74-jähriger Unternehmensgeschichte in München im Juli 2007 der letzte Lkw mit dem Namen ERF vom Band.